# Kacza (dopływ Zatoki Gdańskiej)
Kacza (Kaczy Potok, kaszb. Kaczô lub Kaczô Strëga) – potok, będący najdłuższym ciekiem wodnym przepływającym przez Gdynię i leżącym w zlewisku Morza Bałtyckiego. Długość Kaczej wynosi 14,8 km, natomiast powierzchnia zlewni 53,8 km². Obejmuje ona tereny gęsto porośnięte krzewami, lasami i niewielkimi płatami bagnistych łąk i torfowisk.
Do stycznia 1920 roku i w okresie zaboru pruskiego rzeka nosiła nazwę niemiecką Katzfließ.
W państwowym rejestrze nazw geograficznych Kacza sklasyfikowana jest jako potok. We wcześniejszej publikacji z 2006 roku Komisja Nazw Miejscowości i Obiektów Fizjograficznych określiła Kaczą jako rów.
W planie gospodarowania wodami na obszarze dorzecza Wisły z 2011 Kacza jest jednolitą częścią wód powierzchniowych o kodzie PLRW20001747989 i typie 17 (potok nizinny piaszczysty).

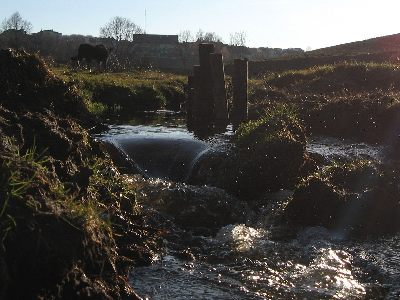
Kacza w okolicach dzielnicy Dąbrowa

## Źródło i górny bieg
Obszar źródliskowy Kaczej znajduje się we wsi Bojano nieopodal osiedla Czarna Góra. Rzeka wypływa z mokradeł rozpościerających się na wysokości 157 do 190 m n.p.m. Jedna jej odnoga, na zachód od Bojana, wypływa z zalewu, powstałego w wyniku spiętrzenia wypływającej ze źródła wody, która wpada następnie do głębiej położonego koryta rzeczki. Tam również doprowadzana jest woda drenami i spływem grawitacyjnym z okolicznych terenów. W odległości 700 m od tego źródła na północ znajduje swój początek druga odnoga rzeczki, która przepływa przez osiedle Czarna Góra (Bojano) i kieruje się na wschód, aby połączyć się w jeden wspólny ciek, który od tego miejsca płynie w kierunku Zatoki Gdańskiej.

## Dalszy bieg
Rzeka już po chwili wpływa do Gdyni, do dzielnicy Wiczlino. Przepływając przez wiczlińskie pola, rzeka wpływa do Dąbrowy, gdzie jako niewielki jeszcze strumyk, przepływając pod ulicą Wiczlińską, zmierza w kierunku lasu. W lesie przepływa pod Obwodnicą Trójmiasta, torami kolejowymi na Kościerzynę i wpływa na teren rezerwatu leśnego Kacze Łęgi. Następnie płynie przez ogródki działkowe w Małym Kacku, przepływa pod torami kolejowymi, Aleją Zwycięstwa i wzdłuż ulicy Spacerowej zbliża się do ujścia. Kacza uchodzi do Zatoki Gdańskiej na orłowskiej plaży tuż nad molem spacerowym, w miejscu, gdzie swą przystań mają orłowscy rybacy.

## Walory przyrodnicze
Kacza płynie w wąwozie o krawędziach wysokich na 50-60 metrów. W większości swej długości Kacza płynie wśród lasów Trójmiejskiego Parku Krajobrazowego. Kacza przepływa przez rezerwat leśno-florystyczny Kacze Łęgi, natomiast uchodzi nieopodal rezerwatu przyrody Kępa Redłowska.

## Dopływy
Kacza posiada dwa nazwane dopływy oraz jeden, który stracił status wód płynących. Pierwszym był lewobrzeżny Potok Wiczliński, który wpływa do Kaczej w Gdyni-Wiczlinie, w okolicach Obwodnicy Trójmiasta. 8 września 2023 roku decyzją Ministra Infrastruktury Potok Wiczliński stracił statut wód płynących, przez co nie jest już dopływem rzeki Kaczej. Dalej z prawej strony dopływa potok Źródło Marii, który wlewa swe wody na terenie rezerwatu Kacze Łęgi. Natomiast w granicach dzielnicy Mały Kack prawym dopływem jest Potok Przemysłowy. Ponadto Kacza posiada kilka bezimiennych dopływów.

## Powodzie
W roku 1937 w trakcie obfitych opadów deszczu doszło do znacznego wylania wody z koryta rzeki, która następnie spłynęła do centrum ówczesnej wsi Wielki Kack. Powodem był brak odpowiedniego odprowadzania wody podczas rozbudowy ulicy Chwaszczyńskiej.

## Jakość wody w Kaczej
Na podstawie monitoringu z lat 2016 i 2019 stan ekologiczny wód sklasyfikowano jako słaby, o czym zadecydował stan makrobezkręgowców bentosowych, podczas gdy stan fitobentosu i makrofitów był w lepszym stanie. Również stan większości elementów fizykochemicznych mieścił się w granicach dobrego stanu. Wśród badanych w tych latach substancji priorytetowych normy dobrego stanu chemicznego przekroczyła zawartość fluorantenu i benzo-a-pirenu.